# Murderecords
 (septembre 2024).
Si vous disposez d'ouvrages ou d'articles de référence ou si vous connaissez des sites web de qualité traitant du thème abordé ici, merci de compléter l'article en donnant les références utiles à sa vérifiabilité et en les liant à la section « Notes et références ».
Murderecords est un petit label indépendant qui édite essentiellement les enregistrements du groupe de rock canadien Sloan. 

## Histoire
Il a été créé en 1992 pour produire les albums de ce groupe. Il a depuis édité les albums de plusieurs autres groupes comme Eric's Trip, The Hardship Post, Al Tuck, Stinkin' Rich, Hip Club Groove, The Inbreds, Thrush Hermit, The Super Friendz, et, à la possible exception de Sonic Unyon Records fut le label indépendant canadien le plus connu des années 1990. 
Après avoir fait le triste constat que le label n'était pas rentable, il se contente désormais de ne réaliser que les albums de Sloan. 